# Яберг
Яберг (нем. Jaberg) — коммуна в Швейцарии, в кантоне Берн. 
Входит в состав округа Зефтиген. Население составляет 257 человек (на 31 декабря 2006 года). Официальный код — 0868.